# Rochegude (Gard)
Rochegude is een gemeente in het Franse departement Gard (regio Occitanie) en telt 209 inwoners (2006). De plaats maakt deel uit van het arrondissement Alès.

## Geografie
De oppervlakte van Rochegude bedraagt 11,7 km², de bevolkingsdichtheid is 15,1 inwoners per km². Rochegude bestaat uit 6 kleine plaatsen: Rochegude; Aubarine; Belbuis; Corlas; Belvezet; .....

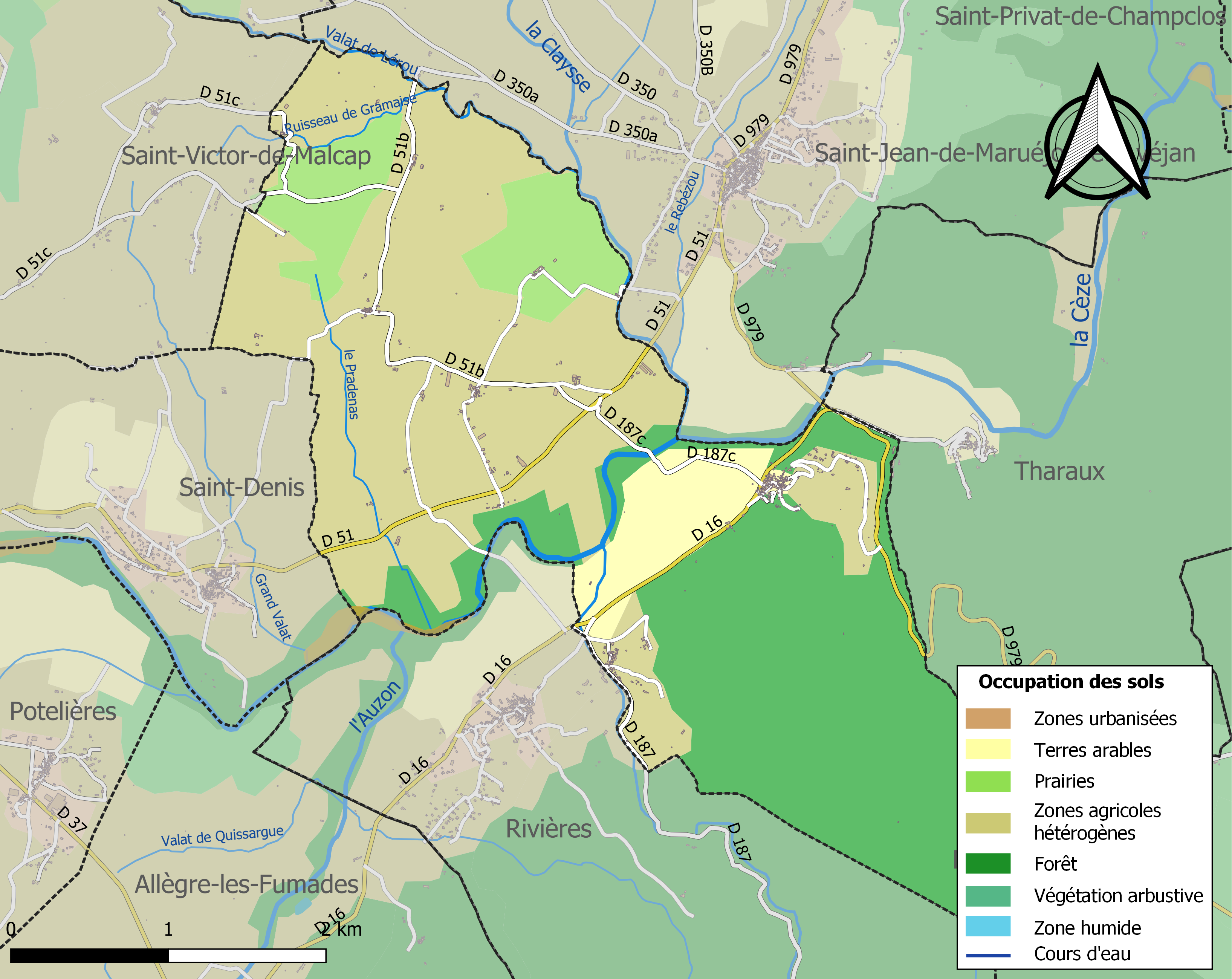
Kaart van de gemeente met de belangrijkste infrastructuur, bodemgebruik en omliggende gemeenten

## Bezienswaardigheden
- Village de Rochegude

## Demografie
Onderstaande figuur toont het verloop van het inwonertal (bron: INSEE-tellingen).